# George Crater
George Crater, pseudoniem van Ed Sherman (-1965), was een New Yorkse (jazz hipster) radiopersoonlijkheid. 
Naast het hosten van een radioshow op WNCN eind jaren vijftig en begin jaren zestig, schreef Sherman (als Crater) in 1959 en 1960 een maandelijkse DownBeat-column met dezelfde naam met zijn humoristische jazzreflecties. Het was meestal een hilarische kijk op de jazzscene van die tijd en had invloed op een tieners die net jazz hadden ontdekt. Sherman presenteerde zijn observerende stijl van jazzhumor op de vroege FM-zender van WNCN, een New Yorks radiostation, in 1961, op zaterdags vanaf 18.00 uur.
Op posters van jazzconcerten waar hij sprak werd hij aangekondigd als 'Jazz Humorist'.
Onder zijn creaties bevond zich een groep muzikanten met aan bestaande muzikanten gerelateerde namen als Prez Glick, Quincy Cohn, Thelonius Crasner, Miles Cosnat en Gimp Lymphly en de bandleider en legendarische saxofonist Zoot Finster. Crater maakte vervolgens recensies van Finster's platen.

## Album "Out of my Head"
Rond 1960 nam Sherman/Crater  een komisch album op het label Riverside (Riverside 841). Het had dezelfde naam als de Downbeat-column, "Out of My Head". Het was ongebruikelijk dat het werd opgenomen in een studio zonder publiek of met een lachtrack. De stijl van Sherman/Crater is als een voorloper van Woody Allen met een uitgestreken stemgebruik en veelvuldig gebruik van jazz-taal uit die tijd. Ongeveer de helft van het album gaat rechtstreeks over jazz; zo praat hij over jazz-opwindpoppen (Wind de Miles Davis-pop op en hij draait de rug naar je toe; een Charles Mingus-pop slaat een criticus en de Horace Silver-pop zweet 30 minuten lang). Hij verzint ook een fantasierijk verhaal over zijn optreden tijdens een jazzconcert in het stadhuis. Terwijl hij het publiek toespreekt, stelt hij zich voor dat Ornette Coleman, geïrriteerd door een van de grappen van de komiek, op het balkon zit, gewapend met een pistool. Hij geeft ook een beschrijving van de jazz-tv-special, "The Singin' Swingin' Years". 
Ed Sherman overleed in 1965. Op 14 juni 1965 vond een benefietvoorstelling plaats voor zijn nabestaanden, georganiseerd door Ira Gitler.

## Discografie

### Albums
- 1960: Out Of My Head (Riverside Records – RLP 841)[7]
- 1960: George Crater, Lenny Bruce – Out Of My Head (Broadway Recording Studios, 12",  33⅓ tpm)